# Gamba (miasto)
Gamba – miasto w Gabonie w prowincji Ogowe Nadmorskie. Gamba według spisu z 1993 roku liczyła 7205 mieszkańców, według szacunków na 2008 rok liczy ok. 12 246 mieszkańców.